# دولنا ریکسا
دولنا ریکسا (به بلغاری: Dolna Riksa) یک منطقهٔ مسکونی در بلغارستان است که در شهرستان مونتانا واقع شده‌است.